# 別列濟夫卡 (沃洛達爾西克-沃林西基區)
50°32′45″N 28°28′30″E / 50.54583°N 28.47500°E
別列濟夫卡（烏克蘭語：Березівка），是烏克蘭北部的村莊，隸屬日托米爾州的日托米爾區。該村面積5.09平方公里，2001年人口223，人口密度每平方公里43.83人。